# Ophioglossum azoricum
Ophioglossum azoricum (вужачка азорська примітка) — багаторічна трав'яниста рослина родини вужачкові (Ophioglossaceae), яка зростає в Європі, Макаронезії й Ґренландії. Етимологія: лат. azoricum — «азорський».

## Опис
Ця невелика рослина, від 3 до 10 см у висоту, характеризується коротким вертикальним кореневищем з великою кількістю дрібних кореневищ і стерильним листом. Стерильна листова пластина (1.5) 3–3.5 см, сильно звужена; родюча листова пластина 0.8–2 см. Спори 38–47 мкм в поперечнику.

## Поширення
Країни зростання: Португалія [вкл. Азорські острови], Франція, Велика Британія, Ірландія, Іспанія, Ісландія, Італія, Польща, Гренландія. Населяє трав'янисті місця на піщаних або торф'янистих вологих ґрунтах поблизу моря. 
Рослини з ознаками вужачки азорської виявлені і в Україні, проте підтвердження наявності цього виду вимагає спеціальних генетичних досліджень.